# Denver Broncos
Denver Broncos je NFL momčad iz Denvera u Coloradu, a natječu se u zapadnoj diviziji AFC konferencije NFLa. Osnovani su 1960. i bili su jedna od momčadi osnivača AFL-a. Dosad su osvojili 3 naslova prvaka lige, te su se pojavili u još 5 finalnih utakmica. Svoje domaće utakmice igraju na stadionu Sports Authority Field at Mile High, kapaciteta 76.125 mjesta.

## Povijest kluba

### AFL (1960. do 1969.)
Denver je dobio svoju AFL momčad 1960. godine nakon što im je odbijen zahtjev za momčadi u NFLu. U deset sezona koje su igrali u AFLu, završavali su sezone negativnim omjerom pobjeda i poraza, a najbolja sezona im je bila 1962. kada su u 14 utamica ostvarili samo sedam pobjeda. Također, bili su jedini od 8 momčadi osnivača AFLa koji nikad nisu igrali u finalnoj utakmici. Zbog takvih loših rezultata, momčad je bila na rubu preseljenja u druge gradove (San Antonio, Atlanta, Chicago i Birmingham), ali je to svaki put izbjegnuto tako što su klub preuzeli novi vlasnici koji nisu bili skloni preseljenju.
Stvari su se počele mijenjati postavljanjem Loua Sabana 1967. za glavnog trenera. Njegovi prvi potezi su bili vezani za podizanje profila kluba i interesa navijača, pa tako prvi izbor na idućem draftu postaje running back Floyd Little. Unatoč izrazito lošim sezonama Broncosa, Little se prometnuo u najboljeg igrača momčadi i najboljeg running backa u AFLu i NFLu.

### Počeci u NFL-u (1970. do 1982.)
Denver Broncosi 1970. se zajedno s ostalim momčadima AFLa pridružuju NFLu. Te godine također započinje niz njihovih rasprodanih domaćih utakmica koji traje do danas.  Međutim, momčad igrama na terenu nije pratila entuzijazam navijača i Broncosi dolaze do svoje prve pobjedničke sezone tek 1973., u svojoj 14. sezoni ukupno. Sijedi nekoliko solidnih sezona, a 1977. Broncosi možda i neočekivano dolaze do 12 pobjeda u sezoni. Po prvi puta u povijesti ulaze u doigravanje, gdje ih u prvoj utakmici čekaju osvakači Super Bowla iz 1975. i 1976. Pittsburgh Steelersi. Njih Broncosi pobjeđuju 34:21, a već u idućoj utakmici pobjeđuju i prošlogodišnje prvake Oakland Raiderse 20:17. U gradu Denveru je već zavladala histerija zbog uspjeha Broncosa ("Broncomania") jer momčad dolazi do Super Bowla gdje ih čekaju prvaci sezone 1971., Dallas Cowboysi. Cowboysi su dominirali cijelu utakmicu i na kraju pobijedili 27:10. Momčad i u iduće dvije sezone uspijeva doći do playoffa, gdje gube odmah u prvim utakmicama od Seattle Seahawksa i Pittsburgh Steelersa.

### Era Johna Elwaya (1983. do 1998.)
John Elway je bio prvi izbor Baltimore Coltsa na draftu 1983. Međutim, Elway je Coltsima dao do znanja da ne želi igrati u Baltimoreu i tražio od njih da ga razmijene u drugi klub. To se i dogodilo, Elway je potpisao za Denver Broncose. S Elwayem momčad postaje jedna od najboljih u 80-ima i 90-ima. Već prve sezone ulaze u doigravanje, a sljedeće, 1984., također i osvajaju diviziju s 13 pobjeda u regularnom dijelu sezone. 1986. dolaze i do konferencijskog finala gdje pobjeđuju Cleveland Brownse nakon produžetaka 23:20 i ulaze u Super Bowl. Tu su im protivnici u utakmici igranoj u Pasadeni u Kaliforniji New York Giantsi quarterbacka Phila Simmsa koji pobjeđuju 39:20. Sezonu kasnije Broncosi ponovno u konferencijskom finalu pobjeđuju Brownse i ponovo dolaze do finalne utakmice. Ovaj put tu ih čekaju Washington Redskinsi. Ni ovaj put Broncosi nisu imali sreće te su pretrpjeli težak poraz, 42:10. Ista priča se ponavlja 1989., Broncosi opet pobjeđuju Brownse u konferencijskom finalu i opet su teško poraženi u Super Bowlu, ovaj put od San Francisco 49ersa predvođenih Joeom Montanom s čak 55:10.
Do 1995. klub dvaput mijenja trenera (1993. klub preuzima Wade Phillips, a 1995 Mike Shanahan). U Shanahanovoj prvoj sezoni klub bilježi samo osam pobjeda, pa klub ne ulazi u doigravanje. Već sezonu kasnije, Broncosi su skupili 13 pobjeda i postaju glavni kandidat za osvajanje naslova, ali gube u prvoj utakmici doigravanja od Jacksonville Jaguarsa (30:27).
1997. Denver Broncosi kao wild-card ulaze u playoff gdje nakon pobjeda nad Jaguarsima, Kansas City Chiefsima i Steelersima ulaze u Super Bowl gdje ih čekaju favoriti Green Bay Packersi quarterbacka Bretta Favrea. Elway ne igra vrhunsku utakmicu, ali Broncosi osvajaju naslov na krilima running backa Terrella Davisa pobjedom 31:24.
Broncosi su još bolji iduće sezone, te imaju 14 pobjeda u sezoni i nakon pobjeda nad Miami Dolphinsima, New York Jetsima i Atlanta Falconsima osvajaju svoje drugo prvenstvo zaredom. John Elway je bio proglašen za najkorisnijeg igrača susreta (MVP), a to mu je bila i posljednja utakmica u karijeri.

### Od 1999. do 2013.
Nakon Elwaya, Broncosi su promijenili nekoliko quarterbackova, među njima su bili Brian Griese, Jake Plummer, Jay Cutler, Kyle Orton i Tim Tebow. Najuspješnije razdoblje je bilo za vrijeme Jakea Plummera, kada klub ulazi tri puta zaredom (2003. – 2005.) u doigravanje. Te zadnje 2005. osvajaju diviziju s 13 pobjeda i dolaze u konferencijsko finale gdje gube od kasnijih prvaka Steelersa.
Preporod kluba stiže 2012. kad za Broncose potpisuje veteranski quarterback Peyton Manning. Manning, iako već s 36 godina, dovodi momčad do prvog mjesta u diviziji, ali gubi već u divizijskoj rundi doigravanja od budućih prvaka Baltimore Ravensa. 2013. Manning obara sezonske rekorde lige po broju jarda dodavanja (5477) i broju touchdowna dodavanjem (55), a Broncosi sezonu završavaju sa 606 postignutih poena (također rekord lige) i 13 pobjeda, što im nosi prvo mjesto u diviziji i plasman u doigravanje. U doigravanju pobjedama nad San Diego Chargersima i New England Patriotsima dolaze do Super Bowla gdje ih pobjeđuju Seattle Seahawksi 43:8.

## Učinak po sezonama od 2008.
| Sezona | Liga | Konferencija | Divizija | Regularni dio sezone | Regularni dio sezone | Regularni dio sezone | Regularni dio sezone | Uspjeh u doigravanju         |
| Sezona | Liga | Konferencija | Divizija | Poz.                 | Pob.                 | Por.                 | Ner.                 | Uspjeh u doigravanju         |
| ------ | ---- | ------------ | -------- | -------------------- | -------------------- | -------------------- | -------------------- | ---------------------------- |
| 2008.  | NFL  | AFC          | Zapad    | 2.                   | 8                    | 8                    | 0                    |                              |
| 2009.  | NFL  | AFC          | Zapad    | 2.                   | 8                    | 8                    | 0                    |                              |
| 2010.  | NFL  | AFC          | Zapad    | 4.                   | 4                    | 12                   | 0                    |                              |
| 2011.  | NFL  | AFC          | Zapad    | 1.                   | 8                    | 8                    | 0                    | poraženi u divizijskoj rundi |
| 2012.  | NFL  | AFC          | Zapad    | 1.                   | 13                   | 3                    | 0                    | poraženi u divizijskoj rundi |
| 2013.  | NFL  | AFC          | Zapad    | 1.                   | 13                   | 3                    | 0                    | poraženi u Super Bowlu XLVII |
| 2014.  | NFL  | AFC          | Zapad    | 1.                   | 12                   | 4                    | 0                    | poraženi u divizijskoj rundi |
| 2015.  | NFL  | AFC          | Zapad    | 1.                   | 12                   | 4                    | 0                    | osvojili Super Bowl 50       |
| 2016.  | NFL  | AFC          | Zapad    | 3.                   | 9                    | 7                    | 0                    |                              |
| 2017.  | NFL  | AFC          | Zapad    | 4.                   | 5                    | 11                   | 0                    |                              |
| 2018.  | NFL  | AFC          | Zapad    | 3.                   | 6                    | 10                   | 0                    |                              |